# Мандзони — Музео-делла-Либерационе (станция метро)
Мандзони — Музео-делла-Либерационе — станция линии А римского метрополитена. Открыта в 1980 году.

## Достопримечательности
Вблизи станции расположены:
- Исторический музей Освобождения
- Пьяцца Данте
- Больница Сан-Джованни
- Факультет компьютерных наук и систем  университета "La Sapienza"

## Наземный транспорт
Автобусы: 51, 360, 590.
Трамвай: 3.